# Cominella otagoensis
Cominella otagoensis är en snäckart som först beskrevs av Harold John Finlay 1926.  Cominella otagoensis ingår i släktet Cominella och familjen valthornssnäckor. Inga underarter finns listade i Catalogue of Life.